# 逼死坡
逼死坡，又名篦子坡、升平坡。在今云南省昆明市五华山西麓金蝉寺后，今华山西路中段陡坡地带。因吴三桂缢死南明永历帝朱由榔于坡头金蝉寺，时人称为逼死坡。清朝定名为升平坡。
1646年，明室后裔桂王朱由榔于肇庆即帝位，次年以永曆为年号。大西农民起义军将领孙可望、李定国等由反明转而抗清，于1656年迎永历帝至昆明。昆明遂成为抗清重要基地。孙可望嫉妒李定国之功，谋杀李定国未遂，降清，尽泄滇黔虚实，致使李定国抗清武装失利。
1658年，清军三路入滇，永历帝由滇西越兰津、腾冲，出逃缅甸。李定国南下入老挝境。
1661年，朱由榔被缅人献出。1662年四月，永历帝及其家属被清军带回昆明。永历帝被囚于金蝉寺。4月末，吴三桂拟杀害永历帝，有人建议：“彼亦曾为君，全其首可也。”吴三桂令部将进帛，永历帝被缢杀。
民國時，蔡鍔以“三迤士民恭立”署名，立“永历皇帝殉国处”石碑，碑原在路东侧，1999年前后拓宽青云街时移至西侧花园。